# Episodi di Streghe (serie televisiva 2018) (prima stagione)
La prima stagione della serie televisiva Streghe, composta da 22 episodi, è stata trasmessa in prima visione negli Stati Uniti sull'emittente televisiva The CW dal 14 ottobre 2018 al 19 maggio 2019.
In Italia la prima stagione ha debuttato su Rai 2 il 7 luglio 2019 con i primi 3 episodi ma, dopo una pausa, la serie ha ripreso la messa in onda dal 26 agosto 2019 con la trasmissione dei primi dodici episodi durante la fascia pomeridiana. I restanti episodi sono stati trasmessi dal 6 ottobre al 19 ottobre 2020, sempre su Rai 2.
| n° | Titolo originale       | Titolo italiano                     | Prima TV USA     | Prima TV Italia |
| -- | ---------------------- | ----------------------------------- | ---------------- | --------------- |
| 1  | Pilot                  | Il potere del trio                  | 14 ottobre 2018  | 7 luglio 2019   |
| 2  | Let This Mother Out    | Il prisma delle anime               | 21 ottobre 2018  | 7 luglio 2019   |
| 3  | Sweet Tooth            | Prendere per la gola                | 28 ottobre 2018  | 7 luglio 2019   |
| 4  | Exorcise Your Demons   | Esorcizza i tuoi demoni             | 4 novembre 2018  | 26 agosto 2019  |
| 5  | Other Women            | Riscrivere la storia                | 11 novembre 2018 | 27 agosto 2019  |
| 6  | Kappa Spirit           | Lo spirito delle Kappa              | 18 novembre 2018 | 27 agosto 2019  |
| 7  | Out of Scythe          | La falce di Tartaro                 | 25 novembre 2018 | 28 agosto 2019  |
| 8  | Bug a Boo              | Entomofobia                         | 2 dicembre 2018  | 28 agosto 2019  |
| 9  | Jingle Hell            | Jingle Hell                         | 9 dicembre 2018  | 29 agosto 2019  |
| 10 | Keep calm and Harry on | Lascia che l'amore sia la tua forza | 20 gennaio 2019  | 29 agosto 2019  |
| 11 | Witch Perfect          | Il diapason magico                  | 27 gennaio 2019  | 30 agosto 2019  |
| 12 | You're Dead to Me      | Sei già morta per me                | 17 febbraio 2019 | 30 agosto 2019  |
| 13 | Manic Pixie Nightmare  | L'incubo della fata impazzita       | 3 marzo 2019     | 6 ottobre 2020  |
| 14 | Touched by a Demon     | Toccata da un demone                | 10 marzo 2019    | 7 ottobre 2020  |
| 15 | Switches & Stones      | Scambio di streghe                  | 17 marzo 2019    | 8 ottobre 2020  |
| 16 | Memento Mori           | Vuoti di memoria                    | 24 marzo 2019    | 9 ottobre 2020  |
| 17 | Surrender              | Arrenditi                           | 31 marzo 2019    | 12 ottobre 2020 |
| 18 | The Replacement        | La sostituta                        | 21 aprile 2019   | 13 ottobre 2020 |
| 19 | Source Material        | Il potere della Sorgente            | 28 aprile 2019   | 14 ottobre 2020 |
| 20 | Ambush                 | Imboscata                           | 5 maggio 2019    | 15 ottobre 2020 |
| 21 | Red Rain               | Diluvio di sangue                   | 12 maggio 2019   | 16 ottobre 2020 |
| 22 | The Source Awakens     | Il risveglio della Sorgente         | 19 maggio 2019   | 19 ottobre 2020 |

## Il potere del trio
- Titolo originale: Pilot
- Diretto da: Brad Silberling
- Scritto da: Jessica O'Toole e Amy Rardin (sceneggiatura); Jessica O'Toole, Amy Rardin, Jennie Snyder Urman e Constance M. Burge (soggetto)

### Trama
Dopo la tragica morte della madre Marisol in circostanze misteriose, Melanie e Maggie Vera lottano per andare avanti, ma affrontano un altro shock, quando dopo tre mesi dalla morte della madre, si presenta loro una giovane donna di nome Macy Vangh (appena trasferitasi ad Hilltowne) che dichiara di essere la loro sorella. Appena dopo essersi incontrate, ognuna delle ragazze mostra improvvisamente di avere dei poteri magici: Melanie può congelare il tempo, Maggie inizia ad ascoltare i pensieri degli altri e Macy ha poteri telecinetici. Dopo aver ricevuto i loro poteri, Harry Greenwood, un insegnante di studi di genere, riunisce le sorelle e rivela che sono in realtà potenti streghe come la loro madre, definite le Prescelte. Insieme costituiscono il Potere del Trio, unico metodo per eliminare le forze del male. Lui rivela anche di non essere un vero professore, ma il loro "angelo bianco", un consigliere che funge da guida per le streghe buone. Le ragazze devono prendere la decisione di accettare il loro nuovo destino ovvero quello di proteggere l'umanità dai demoni, stregoni e altre forze oscure, e alla fine accettano seppur con reazioni differenti. Avranno a disposizione il Libro Delle Ombre, un potente libro magico che apparteneva a Marisol Vera ed è stato tramandato alle sue tre figlie dopo che è stata assassinata. Il libro contiene molte voci su esseri della comunità magica, inclusi demoni e altri esseri malvagi e buoni. Contiene anche molti incantesimi e varie ricette per pozioni .
- Ascolti USA: telespettatori 1 570 000[6]

## Il prisma delle anime
- Titolo originale: Let This Mother Out
- Diretto da: Vanessa Parise
- Scritto da: Jessica O'Toole e Amy Rardin

### Trama
Dopo aver ricevuto un messaggio allarmante dalla tavola spiritica su Harry, le sorelle pensano che lui sia un impostore perciò escogitano un piano per capire quali sono le sue reali intenzioni. Nel disperato tentativo di credere che l'essere che le ha avvertite sia la loro madre, finiscono per discutere su cosa fare e incominciano i primi dissapori, specialmente tra Melanie e Macy. Nel frattempo, una donna delle pulizie viene attaccata da una massa informe nera mentre pulisce il laboratorio dell'università di Hilltowne. Maggie decide di lasciare definitivamente Brian e acquisisce più fiducia in se stessa e nei suoi poteri. Alla fine le sorelle capiscono che possono fidarsi di Harry e vengono a sapere che quella massa informe non è altro che l'Araldo Dell'Inferno si è risvegliato e sta cercando un corpo che lo ospiti. L'Araldo annuncia l'arrivo della Sorgente di tutti i mali e quindi l'apocalisse.
- Ascolti USA: telespettatori 1 320 000[7]

## Prendere per la gola
- Titolo originale: Sweet Tooth
- Diretto da: Michael A. Allowitz
- Scritto da: Joey Falco

### Trama
Le ragazze dovranno trovare il corpo di cui l'Araldo si è impossessato per poter compiere la sua missione. Grazie a una brillante intuizione scientifica di Macy, decidono di distribuire dei biscotti a tutti gli studenti, insegnanti e coloro che si trovano nel campus dell'università di Hilltowne, il cui zucchero reagirà con l'elemento chimico di cui è composto l'Araldo, svelandone quindi la sua identità. Nel frattempo Melanie ha un duro confronto con Harry sull'abuso della magia e Maggie nel tentativo di ingraziarsi il favore di Lucy e delle sorelle Kappa impara una lezione importantissima sul profitto personale. Alla fine riescono a trovare l'Araldo che si era impossessato di Angela Wu, un'amica di Marisol e Melanie, e nel frattempo dovranno sorvegliarlo per conto di un gruppo di streghe superiori, chiamate Anziani.
- Ascolti USA: telespettatori 1 130 000[8]

## Esorcizza i tuoi demoni
- Titolo originale: Exorcise Your Demons
- Diretto da: Melanie Mayron
- Scritto da: Marcos Luevanos

### Trama
Le sorelle devono fare la guardia all'Araldo mentre aspettano che gli Anziani trovino una soluzione su come eliminarlo. Mentre sono sul punto di essere scoperte dai detective Trip e Niko(la ragazza di Melanie),si presenta improvvisamente a casa loro una donna di nome Charity. Essa è una degli Anziani e amica di Marisol, ed è arrivata per dire alle ragazze che la sera stessa dovranno uccidere l'Araldo e quindi anche la povera Angela. Melanie non è per niente d'accordo perché è convinta di liberare prima lo spirito della ragazza, mentre l'Anziana non vuole sentire ragioni. Dopo aver scoperto nel Libro Delle Ombre un incantesimo di esorcizzazione, scritto dalla loro madre per salvare Angela, convincono Harry e Charity a praticare il rito. Tutto si conclude bene ma non nella maniera giusta perché alla fine dell'incantesimo, Trip viene accidentalmente ucciso da un palo. Lui viene incolpato della morte della loro madre e di altre due anziane. Un uomo misterioso usa il potere del controllo mentale per fare in modo che Charity gli consegni il barattolo contenente l'Araldo, mettendola in uno stato di trance.
- Ascolti USA: telespettatori 960 000[9]

## Riscrivere la storia
- Titolo originale: Other Women
- Diretto da: Amyn Kaderali
- Scritto da: George Northy

### Trama
Mel è preoccupata per lo stato mentale di Niko dopo la morte di Trip e decide di portarla fuori a cena. Macy incontra il milionario Alistair Caine, interessato al suo lavoro, e scopre che Galvin ha iniziato una relazione con un'altra donna, Summer. Parker lascia Lucy, la quale chiede a Maggie di aiutarla a scoprire chi è la ragazza con cui lui l'ha "tradita". Niko rivela che, prima di morire, Trip era alla ricerca di un collegamento tra la morte della madre delle ragazze e altri due omicidi; Mel le consiglia di lasciar perdere. Un mutaforma al servizio di Caine, Hunter, ruba l'identità di Trip per tendere una trappola a Niko: la lascia morire in un incendio, ma Mel la salva e più tardi sventa un altro attentato alla sua vita. Summer si rivela non essere una succuba, ma Macy nota uno strano marchio su Galvin. Harry consiglia di ricorrere al Potere del Trio per cambiare la storia e fare in modo che Mel e Niko non si siano mai incontrate, ma avverte che così facendo verrà cancellata ogni traccia della loro relazione. L'incantesimo ha successo, e Mel è distrutta dal dolore. Maggie confessa a Lucy di aver baciato Parker, e viene espulsa dalle Kappa. Mel scopre che a seguito dell'incantesimo, ha mancato un importante colloquio e adesso non ha più un lavoro all'università. Alistair Caine dice ad Hunter, che si scopre essere suo figlio, che devono acquisire il DNA delle sorelle per poter rubare i loro poteri.
- Ascolti USA: telespettatori 950 000[10]

## Lo spirito delle Kappa
- Titolo originale: Kappa Spirit
- Diretto da: Jeffrey W. Byrd
- Scritto da: Emmylou Diaz

### Trama
Harry esamina il marchio di Galvin, convinto che abbia una origine demoniaca. Riesce inoltre a fare avere a Mel un colloquio per un impiego amministrativo nel suo ufficio. Crane ordina esami del sangue obbligatori per tutti gli impiegati del laboratorio dell'università. Lucy cade sotto l'influsso di Brenda Mancini, morta nel 1989 dopo essersi ubriacata per essere stata respinta come aspirante Kappa, e tornata in vita. Le ragazze rivivono inoltre un ricordo della loro madre incinta di Macy, e preoccupata per la propria salute. Mel e Maggie trovano le aspiranti legate, e sospettano che Brenda stia usando Lucy per vendicarsi di Jenna, la ragazza che incolpa per la propria morte. Jenna rivela che dalla morte di Brenda, ci sono state diverse morti simili alla Kappa, facendo capire alle ragazze che Lucy è destinata ad essere la prossima. Macy decide di chiedere l'aiuto di una sacerdotessa Yoruba, venendo così a sapere che il marchio su Galvin è il segno di una oscurità dentro di lei, presente sin dalla nascita. Mel e Maggie tentano di distruggere Brenda con un incantesimo, ma falliscono. Lucy tenta il suicidio, ma Harry la salva e Maggie ottiene il suo perdono, liberandola dall'influsso di Brenda. Più tardi, Maggie decide di concedere un po' di spazio a Lucy finché non sarà pronta a recuperare la loro amicizia. Hunter ruba il campione di sangue di Macy dal laboratorio, e Macy trova una chiave nascosta in casa dietro una presa elettrica.
- Ascolti USA: telespettatori 960 000[11]